# 6440 Ransome
6440 Ransome este un asteroid din centura principală de asteroizi.

## Descriere
6440 Ransome este un asteroid din centura principală de asteroizi. A fost descoperit pe 8 septembrie 1988 la Observatorul Kleť de Antonín Mrkos. Asteroidul prezintă o orbită caracterizată de o semiaxă mare de 2,45 ua, o excentricitate de 0,19 și o înclinație de 2,5° în raport cu ecliptica.